# Abyssoaclis alagoensis
Abyssoaclis alagoensis is een slakkensoort uit de familie van de Eulimidae. De wetenschappelijke naam van de soort is voor het eerst geldig gepubliceerd in 2003 door Barros, Mello, Barros, Lima, Santos, Cabral & Padovan.